# Петър Величков (футболист)
Петър Величков (8 август 1940 – 15 юли 1993) е български футболист, полузащитник, определян за един от най-талантливите играчи в България през 60-те години на ХХ век. Приключва обаче преждевременно състезателния си път заради алкохолизъм.
По-голямата част от кариерата му преминава в Славия (София). Играе също за Черноморец (Бургас) и Добруджа (Добрич). Записва 16 мача с 1 гол за националния отбор. С България участва на световното първенство в Чили'62.

## Биография
Величков започва сравнително късно да тренира организирано футбол в школата на Славия (София). Бързо обаче е включен в първия състав на клуба. Дебютира в А група през сезон 1958/59, когато записва 20 мача и бележи 2 гола.
През пролетта на 1959 г. е капитан на юношеския национален отбор, който става европейски шампион на първенството, провело се в България. През следващата година дебютира за А националния отбор. Изиграва първия си мач в контрола срещу Полша на 26 юни 1960 г., която е загубена с 0:4.
Величков играе за Славия общо седем сезона, в които записва 164 мача с 8 гола в А група. Два пъти печели националната купа. През годините обаче проблемите му с алкохола се задълбочават и през 1965 г. е отстранен от отбора. След това преминава за кратко през Черноморец (Бургас) и Добруджа (Добрич). Кариерата му приключва едва на 27-годишна възраст.

## Успехи
Славия (София)
- Национална купа:
  -  Носител (2): 1962/63, 1963/64